# Province d'Abel Iturralde
Pour les articles homonymes, voir Iturralde.
La province d'Abel Iturralde (en espagnol : Provincia de Abel Iturralde) est l'une des 20 provinces du département de La Paz, dans le nord-ouest de la Bolivie. Son chef-lieu est Ixiamas.

## Géographie
La province d'Abel Iturralde se trouve au nord du département et couvre une superficie de 42 815 km2.
Elle est bordée au nord par le département de Pando, à l'est par le département de Beni, au sud par la province de Franz Tamayo et à l'ouest par le Pérou.

## Population
En 2001, la province comptait 37 637 habitants.

## Subdivisions
La province d'Abel Iturralde est divisée en deux municipalités :
- Ixiamas
- San Buenaventura